# Gabriela Soukalová

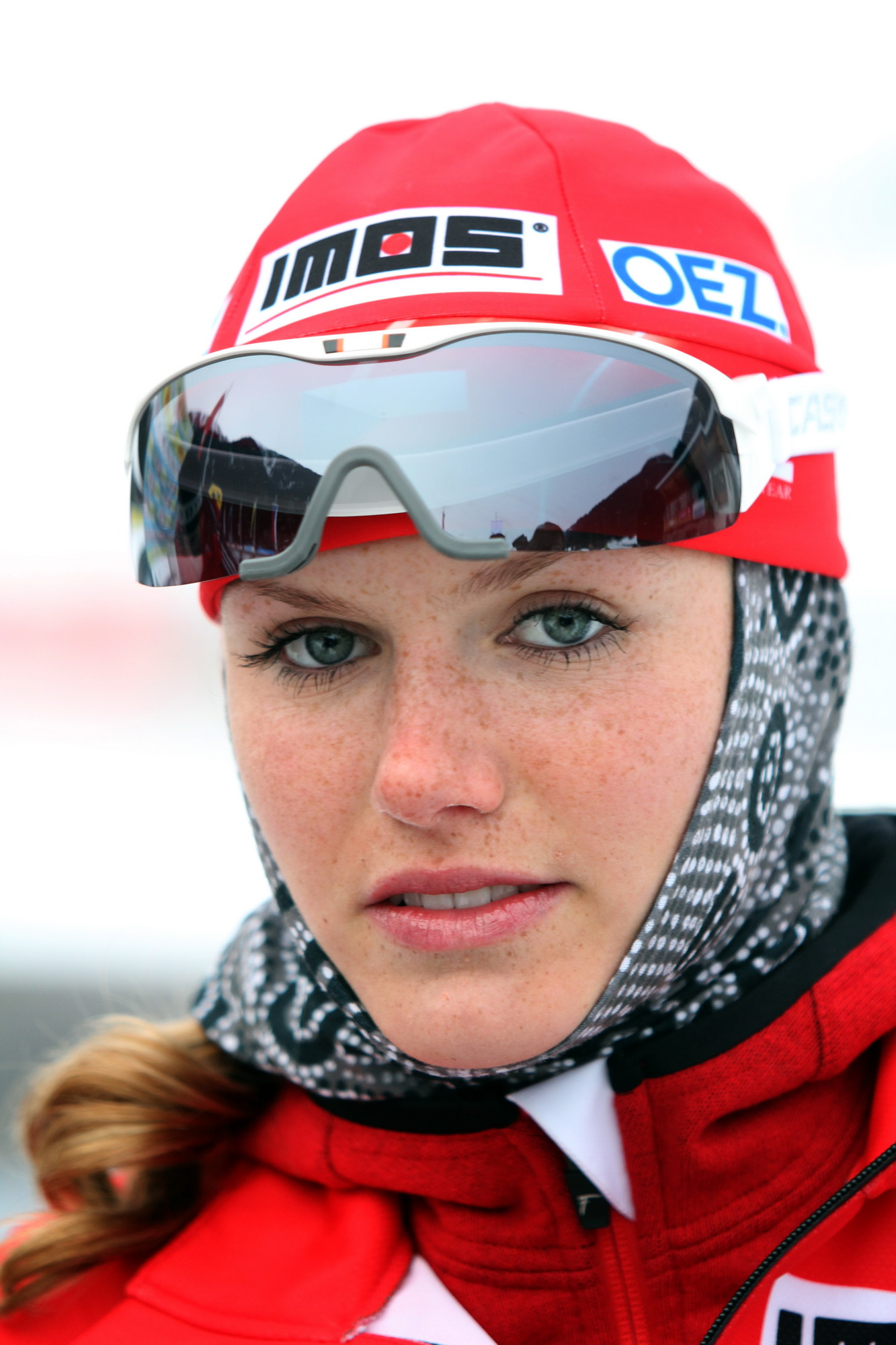
Soukalová bij de IBU Cup in Obertilliach (2010)

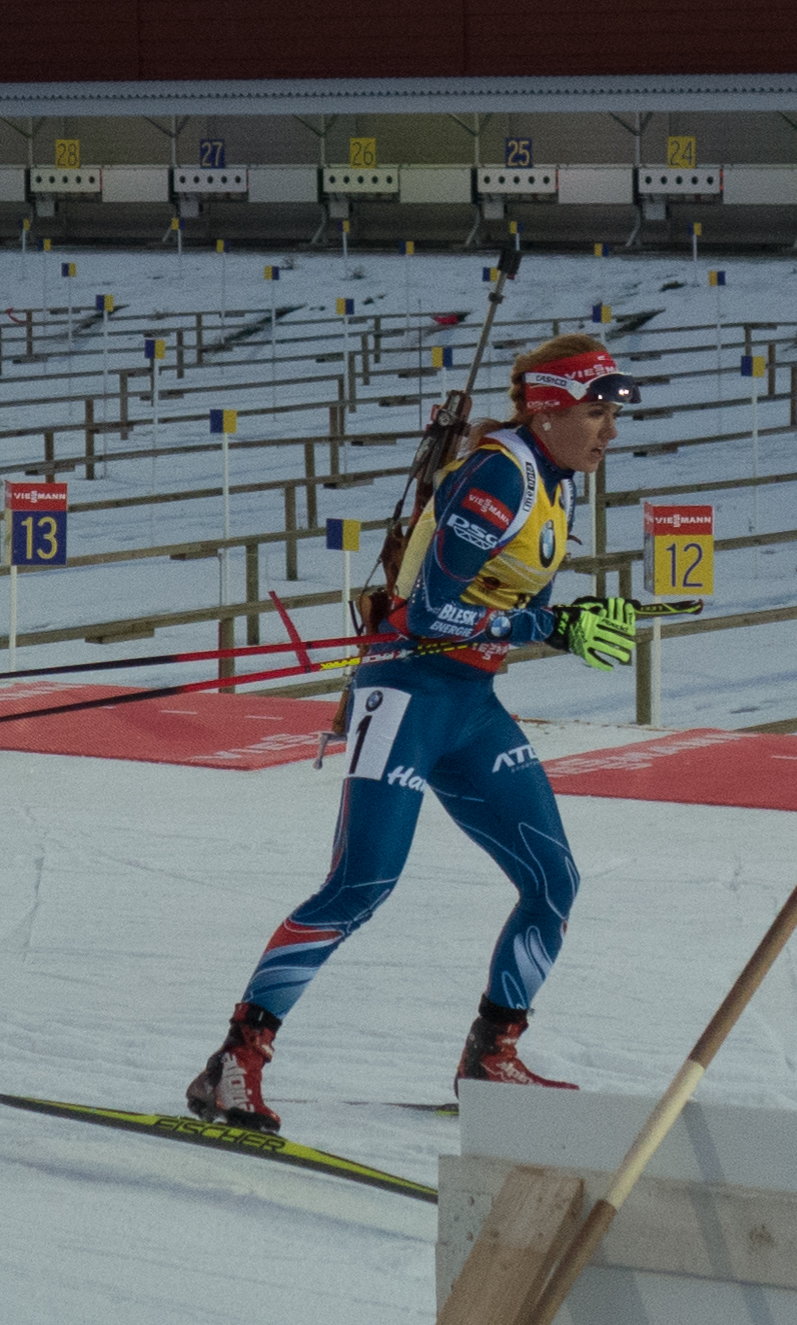
Soukalová tijdens wereldbekerwedstrijd in Östersund (2015)

Gabriela Soukalová (Jablonec nad Nisou, 1 november 1989), ook bekend als Gabriela Koukalová naar de naam van haar voormalige echtgenoot, is een voormalig Tsjechische biatlete. Ze vertegenwoordigde haar vaderland op de Olympische Winterspelen 2010 in Vancouver en op de Olympische Winterspelen 2014 in Sotsji.
Haar moeder, Gabriela Svobodová, was winnaar van de zilveren medaille op de 4×5 kilometer estafette langlaufen op de Olympische Winterspelen van 1984.

## Carrière
Soukalová maakte haar wereldbekerdebuut in december 2009 in Hochfilzen. Tijdens de Olympische Winterspelen van 2010 in Vancouver eindigde ze als zestigste op de 15 kilometer individueel, samen met Veronika Vítková, Magda Rezlerová en Zdeňka Vejnarová eindigde ze als zestiende op de estafette. Op de wereldkampioenschappen biatlon 2010 in Chanty-Mansiejsk eindigde de Tsjechische samen met Barbora Tomešová, Michal Šlesingr en Jaroslav Soukup als zevende op de gemengde estafette.
Op de wereldkampioenschappen biatlon 2011 in Chanty-Mansiejsk eindigde Soukalová als 25e op de 7,5 kilometer sprint, hiermee scoorde ze haar eerste wereldbekerpunten. Daarnaast eindigde ze op de 22e plaats op de 10 kilometer achtervolging en als 47e op de 15 kilometer individueel. Op de estafette eindigde ze samen met Veronika Vítková, Barbora Tomešová en Zdeňka Vejnarová op de elfde plaats, samen met Veronika Vítková, Zdeněk Vítek en Ondřej Moravec eindigde ze als elfde op de gemengde estafette.
In november 2012 behaalde de Tsjechische in Östersund haar toptienklassering in een wereldbekerwedstrijd. Op 14 december 2012 boekte ze in Pokljuka haar eerste wereldbekerzege. In Nové Město nam Soukalová deel aan de wereldkampioenschappen biatlon 2013. Op dit toernooi was haar beste resultaat de twaalfde plaats op de 15 kilometer individueel, daarnaast eindigde ze nog drie keer in de top-20. Op de gemengde estafette veroverde ze samen met Veronika Vítková, Jaroslav Soukup en Ondřej Moravec de bronzen medaille, samen met Veronika Vítková, Jitka Landová en Barbora Tomešová eindigde ze als tiende op de estafette.
Tijdens de Olympische Winterspelen van 2014 in Sotsji sleepte Soukalová de zilveren medaille in de wacht op de 12,5 kilometer massastart, daarnaast eindigde ze als vierde op zowel de 15 kilometer individueel als de 10 kilometer achtervolging en als 29e op de 7,5 kilometer sprint. Op de estafette eindigde ze samen met Eva Puskarčíková, Jitka Landová en Veronika Vítková op de vierde plaats, op de gemengde estafette legde ze samen met Veronika Vítková, Jaroslav Soukup en Ondřej Moravec beslag op de zilveren medaille.
Op de wereldkampioenschappen biatlon 2015 in Kontiolahti veroverde de Tsjechische de zilveren medaille op de 15 kilometer individueel. Daarnaast eindigde ze als vijfde op zowel de 10 kilometer achtervolging als de 12,5 kilometer massastart en als achttiende op de 7,5 kilometer sprint. Samen met Veronika Vítková, Michal Šlesingr en Ondřej Moravec werd ze wereldkampioen op de gemengde estafette. Op de 4x6 kilometer estafette eindigde ze samen met Eva Puskarčíková, Jitka Landová en Veronika Vítková op de achtste plaats.
In Oslo nam ze deel aan de wereldkampioenschappen biatlon 2016. Op dit toernooi eindigde ze als vierde op de 7,5 kilometer sprint en de 12,5 kilometer massastart, als vijfde op de 15 kilometer individueel en als elfde op de 10 kilometer achtervolging. Samen met Jessica Jislová, Lucie Charvátová en Veronika Vítková eindigde ze als zesde op de 4x6 kilometer estafette, op de gemengde estafette eindigde ze samen met Veronika Vítková, Michal Šlesingr en Michal Krčmář op de zesde plaats. Aan het eind van het seizoen 2015/2016 legde Soukalová beslag op de eindzege in het algemene wereldbekerklassement.
In mei 2016 trouwde ze met de Tsjechische badmintonspeler Petr Koukal. Vanaf het seizoen 2016/2017 ging ze van start onder de naam Gabriela Koukalová. Sinds de scheiding van haar man in 2020 gebruikt ze weer haar eigen naam.

## Resultaten

### Olympische Spelen
| Jaar | Plaats    | Resultaten |
| ---- | --------- | --- |
| 2010 | Vancouver | 60e 15 km individueel 16e 4x6 km estafette                                                                                        |
| 2014 | Sotsji    | 4e 15 km individueel · 29e 7,5 km sprint · 4e 10 km achtervolging · 12,5 km massastart · 4e 4x6 km estafette · Gemengde estafette |

### Wereldkampioenschappen
| Jaar | Plaats           | Resultaten |
| ---- | ---------------- | --- |
| 2010 | Chanty-Mansiejsk | 7e Gemengde estafette |
| 2011 | Chanty-Mansiejsk | 47e 15 km individueel 25e 7,5 km sprint 22e 10 km achtervolging 11e 4x6 km estafette 11e Gemengde estafette                              |
| 2013 | Nové Město       | 12e 15 km individueel · 14e 7,5 km sprint · 20e 10 km achtervolging · 18e 12,5 km massastart · 10e 4x6 km estafette · Gemengde estafette |
| 2015 | Kontiolahti      | 15 km individueel · 18e 7,5 km sprint · 5e 10 km achtervolging · 5e 12,5 km massastart · 8e 4x6 km estafette · Gemengde estafette        |
| 2016 | Oslo             | 5e 15 km individueel 4e 7,5 km sprint 11e 10 km achtervolging 4e 12,5 km massastart 6e 4x6 km estafette 6e Gemengde estafette            |
| 2017 | Hochfilzen       | 15 km individueel · 7,5 km sprint · 10 km achtervolging · 4e 12,5 km massastart · 4e 4x6 km estafette · 7e Gemengde estafette            |

### Wereldbeker
Eindklasseringen
| Seizoen   | Algemeen                   | Individueel                | Sprint                     | Achtervolging              | Massastart                 |
| --------- | -------------------------- | -------------------------- | -------------------------- | -------------------------- | -------------------------- |
| 2010/2011 | 68e                        | –                          | 67e                        | 60e                        | –                          |
| 2011/2012 | 93e                        | –                          | –                          | 74e                        | –                          |
| 2012/2013 | 6e                         | 7e                         | 6e                         | 8e                         | 7e                         |
| 2013/2014 | 4e                         | Goud                       | 5e                         | 10e                        | 23e                        |
| 2014/2015 | 6e                         | 6e                         | 9e                         | 7e                         | 4e                         |
| 2015/2016 | Goud                       | Brons                      | Goud                       | Goud                       | Goud                       |
| 2016/2017 | Zilver                     | 4e                         | Goud                       | Zilver                     | Goud                       |
| 2017/2018 | Geblesseerd: geen deelname | Geblesseerd: geen deelname | Geblesseerd: geen deelname | Geblesseerd: geen deelname | Geblesseerd: geen deelname |

Wereldbekerzeges
| Nr.         | Datum            | Plaats           | Onderdeel           |
| Individueel | Individueel      | Individueel      | Individueel         |
| ----------- | ---------------- | ---------------- | ------------------- |
| 1.          | 14 december 2012 | Pokljuka         | 7,5 km sprint       |
| 2.          | 14 maart 2013    | Chanty-Mansiejsk | 7,5 km sprint       |
| 3.          | 16 maart 2013    | Chanty-Mansiejsk | 10 km achtervolging |
| 4.          | 17 maart 2013    | Chanty-Mansiejsk | 12,5 km massastart  |
| 5.          | 28 november 2013 | Östersund        | 15 km individueel   |
| 6.          | 10 januari 2014  | Ruhpolding       | 15 km individueel   |
| 7.          | 12 januari 2014  | Ruhpolding       | 10 km achtervolging |
| 8.          | 18 december 2014 | Pokljuka         | 7,5 km sprint       |
| 9.          | 5 december 2015  | Östersund        | 7,5 km sprint       |
| 10.         | 16 januari 2016  | Ruhpolding       | 12,5 km massastart  |
| 11.         | 11 februari 2016 | Presque Isle     | 7,5 km sprint       |
| 12.         | 12 februari 2016 | Presque Isle     | 10 km achtervolging |
| 13.         | 4 december 2016  | Östersund        | 10 km achtervolging |
| 14.         | 18 december 2016 | Nové Město       | 12,5 km massastart  |
| 15.         | 6 januari 2017   | Oberhof          | 7,5 km sprint       |
| 16.         | 8 januari 2017   | Oberhof          | 12,5 km massastart  |
| 17.         | 10 februari 2017 | Hochfilzen (WK)  | 7,5 km sprint       |
| Estafettes  |                  |                  |                     |
| 1.          | 24 november 2013 | Östersund        | Gemengde estafette  |
| 2.          | 7 januari 2015   | Oberhof          | 4x6 km estafette    |
| 3.          | 14 januari 2015  | Ruhpolding       | 4x6 km estafette    |
| 4.          | 15 februari 2015 | Oslo             | 4x6 km estafette    |
| 5.          | 5 maart 2015     | Kontiolahti (WK) | Gemengde estafette  |
| 6.          | 13 februari 2016 | Presque Isle     | 4x6 km estafette    |